# Partido Nacionalista da Catalunha
Partido Nacionalista da Catalunha (PNC; em catalão: Partit Nacionalista de Catalunya; em castelhano: Partido Nacionalista de Cataluña)  é um partido político da Catalunha. Fundado em 2020, atualmente sua secretária-geral é Marta Pascal.

## História
O PNC nasceu a partir do think tank "El Pais de Demà" (O país de amanhã, em português), que se formou em 21 de setembro de 2019, durante o que ficou conhecido como "Reunião de Poblet". Cerca de 200 pessoas participaram deste evento, sendo o seu principal promotor o engenheiro Antoni Garrell. Também participaram do evento políticos provenientes do âmbito convergente como Marta Pascal, Carles Campuzano, Jordi Xuclà, Marta Pigem, e Lluis Recoder. Além destes, também foram contactados os ex-secretários regionais do Governo da Catalunha Jordi Baiget, Santi Vila, e Jordi Jané. Outros nomes que estiveram ligados ao projeto incluem Josep Soler (diretor do Instituto Catalão de Estudos Financeiros), o ex-conselheiro do PSC Ramon García Bragado, a professora da UAB Carme Casablanca, o sociólogo Oriol Homs, o filósofo José María Lozano e o jurista Antoni Bayona. O principal objetivo é reunir estes partidos catalães dispersos em uma eventual candidatura unitária.
A formação realizou seu congresso fundador em 27 de junho de 2020, elegendo Marta Pascal como secretária-geral do partido, Àlex Moga como secretário organizacional, Oriol Puig como porta-voz do partido e Pep García como tesoureiro. Como presidente do partido, Olga Tortosa foi eleita com 84% dos votos a favor. No manifesto político aprovado, eles dizem apostarem em um referendo acordado como solução para a Catalunha.
Seis dias antes do evento, o jornal La Vanguardia entrevistou Albert Batlle, vereador municipal de Barcelona pelo Units per Avançar (em coalizão com o PSC), quando ele ofereceu-se a liderar uma eventual candidatura unitária desses partidos catalães (incluindo o PNC) nas próximas eleições para o Parlamento Catalão.

## Ideologia
O partido quer ocupar o espaço de centro liberal abandonado pela CiU, trabalhando com pessoas de todas as esferas políticas e sociais para formar um projeto catalão, liberal, europeísta, moderado e pacífico, tendo como modelo político o Partido Nacionalista Basco.
O PNC assegura que rejeita os blocos ou coalizões de partidos, que a Catalunha é uma nação com o direito a decidir por sua autodeterminação e é a favor de trabalhar para um acordo com o Estado para colocar as urnas de votação seguindo o modelo escocês. Contrários do unilateralismo, eles não descartam o independentismo, apostando na recuperação do que havia sido recortado do Estatuto de Autonomia de 2006, e assim atingir o maior grau possível de autogoverno. Eles se mostraram contra a prisão de políticos pró-independência após os acontecimentos do Referendo sobre a independência da Catalunha em 2017. O ideólogo da plataforma tem enfatizado que eles são um movimento "transversal, ideologicamente pluralista" que quer "trabalhar para fazer propostas para o país".